# Адамс, Джон Лютер
Джон Лю́тер А́дамс (англ. John Luther Adams; род. 23 января 1953, Меридиан, штат Миссисипи, США) — американский композитор.

## Биография
Родившись в Меридиане, штат Миссисипи, Адамс начал играть на барабане в рок-группах будучи ещё подростком. Он учился в Калифорнийском институте искусств  в начале 1970-х у Джеймса Тенни и Леонарда Стейна окончив его в 1973 году. ,. В юности увлекался рок-музыкой, через Фрэнка Заппу открыл для себя Эдгара Вареза, затем — Джона Кейджа, а ещё позднее — Мортона Фелдмана. Окончил Калифорнийскую художественную школу. В 1975 году, работая в обществах по охране окружающей среды, приехал на Аляску, ставшую для него затем постоянным источником творчества.

## Характеристика творчества
Пережив и усвоив опыт минимализма, сосредоточившись на проблеме статического в музыке, Джон Лютер Адамс развивает медитативный музыкальный язык, связанный с музыкальным воплощением места, «звуковой географией» необжитых пространств, близких к территориям воображения и потому наполненных высоким смыслом, близким к сакральному.

## Сочинения
- Green Corn Dance (1974) for percussion ensemble
- Night Peace / Ночная тишь(1976) for antiphonal choirs, solo soprano, harp, and percussion songbirdsongs (1974-80) for 2 piccolos and 3 percussion
- Strange Birds Passing / Полет странных птиц (1983) для хора флейт в тишине (1978/84)  для голоса и фортепиано (слова Э. Э. Каммингса)
- How the Sun Came to the Forest (1984) (poem by John Haines) for chorus and alto flute, English horn, percussion, harp, and strings
- The Far Country of Sleep (1988) for orchestra, in the memory of the late Morton Feldman
- Giving Birth to Thunder, Sleeping With His Daughter, Coyote Builds North America (1986-90) for theater magic song for one who wishes to live and the dead who climb up to the sky (1990) for voice and piano
- Dream in White On White (1992) for orchestra
- Earth and the Great Weather (1990-93) for theater, libretto published in the book "Inukshuk" edited by ARBOS - Company for Music & Theater, Vienna 1999, ISBN 3-85266-126-9
- Five Yup’ik Dances (1991-94) for solo harp
- Crow and Weasel (1993-94) (story by Barry Lopez) for theater
- Sauyatugvik: The Time of Drumming (1995) for orchestra
- Clouds of Forgetting, Clouds of Unknowing (1991-95) for orchestra
- Five Athabascan Dances (1992/96) for harp and percussion
- Strange and Sacred Noise (1991-97) for percussion quartet
- Make Prayers to the Raven (1996/98) flute, violin, harp, cello, and percussion
- In the White Silence (1998) for orchestra
- Qilyaun (1998) for four bass drums
- Time Undisturbed (1999) for japaneses instruments
- In a Treeless Place, Only Snow (1999) for celesta, harp, 2 vibraphones, and string quartet
- The Light That Fills the World (1999—2000) for orchestra
- Among Red Mountains (2001) for solo piano
- The Immeasurable Space of Tones (1998—2001) for violin, vibraphone, piano, sustaining keyboard, contrabass instrument
- The Farthest Place (2001) for violin, vibraphone, marimba, piano, double bass
- After the Light (2001) for alto flute, vibraphone, harp
- Dark Wind (2001) for bass clarinet, vibraphone, marimba, piano
- Red Arc / Blue Veil (2002) for piano, mallet percussion and processed sounds
- The Mathematics of Resonant Bodies (2002) for solo percussion and processed sounds
- Poem of the Forgotten (2004) (poem by John Haines) for voice and piano
- For Lou Harrison (2004, premiere 2005) for string quartet, string orchestra, and 2 pianos
- Dark Waves для оркестра и электроники (2007)
- Sky with Four Suns and Sky with Four Moons для четырёх хоров (2008)
- the place we began для электроакустики (2008)
- Inuksuit / Эскимосская сюита для перкуссий (2009)
- Become Ocean/ Стать океаном для оркестра (2013, Пулитцеровская премия 2014)
- Become River/ Стать рекой для камерного оркестра (2013)
- Sila: The Breath of the World для 80 исполнителей (2014)

## Тексты
- Winter music: Composing the North. Middletown: Wesleyan UP, 2004.
- The place where you go to listen: in search of an ecology of music. Middletown: Wesleyan UP, 2009

## Признание
Премия Неммерса за музыкальную композицию (2010), которую присуждает Школа музыки Северо-Западного университета США; ранее её получали Джон К. Адамс, Оливер Кнуссен, Кайя Саариахо.